# 葉成輝
葉成輝（英語：Denis Yip，1969年2月15日—），現任香港應用科技研究院行政總裁，曾任香港商務及經濟發展局「一帶一路」專員。

## 簡歷
葉成輝1986年畢業於拔萃男書院，1987年畢業於美國 Arcadia High School。他後來在1991年於加州大學柏克萊分校完成電機工程和計算機科學理學學士及碩士學位，繼而於金門大學取得工商管理碩士學位。到了2021年，他在美國管理科技大學修畢工商管理博士課程。
在1991年至2006年期間，葉成輝曾在國際商業機器公司（IBM）擔任不同的高級管理職位，包括亞太區存儲事業部副總裁。於2006年7月加入易安信（EMC），擔任全球高級副總裁及大中華區總裁，並於2016年起任職戴爾公司高級副總裁及大中華區總裁。於2017年至2019年初，分別擔任神州控股及福建實達集團的總裁及董事，於2019年6月至2021年10月擔任香港特別行政區政府商務及經濟發展局「一帶一路」專員。他現任香港電腦學會理事會成員。他於2021年起擔任創新科技署創新及科技基金再工業化資助計劃評審委員會當然委員、香港貿易發展局資訊及通訊科技服務諮詢委員會委員及香港貿易發展局創新科技諮詢委員會委員，並於2022年起擔任香港浸會大學金融理學碩士（金融科技和金融分析）顧問委員會成員。